# Wojciech Tupalski
Wojciech Tupalski herbu Nałęcz (zm. w 1586 roku) – sędzia inowrocławski w latach 1571–1584, pisarz inowrocławski w latach 1549–1570, podstarości inowrocławski.
Poseł województwa inowrocławskiego na sejm 1556/1557 roku. Poseł województw brzeskokujawskiego i inowrocławskiego na sejm warszawski 1563/1564 roku. Poseł województwa inowrocławskiego na sejm 1567 roku.